# The Seven Letters from Tibet
The Seven Letters from Tibet trideseti je studijski album njemačkog elektroničkog glazbenog sastava Tangerine Dream. Diskografska kuća TDI objavila ga je u lipnju 2000. godine. Upečatljiv je zbog toga što na njemu nema udaraljki niti sekvencerskih elemenata koji su tipični za zvuk skupine.

## O albumu
The Seven Letters from Tibet sniman je od 1998. do 2000. godine, a diskografska ga je kuća opisala "vjerojatno jednim od najintimnijih albuma u cijeloj diskografiji Tangerine Dreama". U pitanju je skladba podijeljena u sedam stavaka. Na kasnijim inačicama uratka piše da je uradak nastao u počast preminule Monike Froese (u to vrijeme Edgarove supruge i Jeromeove majke).
Usprkos tome što bi naziv albuma mogao navesti na zaključak da aludira na političko stanje na Tibetu, grupa je istaknula da joj to nije bila namjera, već da je odabrala to ime zbog duhovnih razloga. U knjižici albuma piše: "Ovaj nosač zvuka ne podržava nikakvu političku stranku ni ideju. Također, skladatelji ne namjeravaju podržati ili kritizirati bilo kakvu vrstu dijalektičkih duhovnih pokreta."

## Popis pjesama
Glazba: Edgar Froese i Jerome Froese.
| 1.    | »The Red Blood Connection«   | 4:46  |
| 2.    | »The Orange Breath«          | 6:15  |
| 3.    | »The Golden Heart«           | 5:48  |
| 4.    | »The Green Land«             | 7:28  |
| 5.    | »The Blue Pearl«             | 14:08 |
| 6.    | »The Indigo Clouds«          | 7:07  |
| 7.    | »The Purple of All Curtains« | 3:58  |
| 49:30 |                              |       |

## Recenzije
Jim Brentholds, glazbeni recenzent sa stranice AllMusic, dodijelio mu je četiri i pol zvjezdice od njih pet i izjavio: "Ovo je vrlo atmosferično djelo turobno i puno poštovanja, a nikad ne prelazi na mračnu stranu. Atmosfere su guste i maglovite, a slike su prilično jasne. Edgar Froese i Jerome Froese objavili su te paradokse kako bi ih slušatelji interpretirali kako znaju. Veličanstveno je meditacijsko iskustvo i suštinska elektronička glazba."
Liberi Fatali, glazbeni recenzent sa stranice Sputnikmusic, dodijelio mu je četiri i pol boda od njih pet i izjavio: "The Seven Letters From Tibet očito je jedan od najsnažnijih albuma Tangerine Dreama; kako u emotivnom, tako i u duhovnom smislu. Kao što je slučaj s brojnim drugim albumima Tangerine Dreama, The Seven Letters From Tibet veličanstveno je meditativno djelo koje spaja prirodne i digitalne zvukove i vodi na nježno, ali čvrsto definirano putovanje. Na The Seven Letters from Tibetu definitivno je prisutan duhovni element, ali se duhovnu poruku slušatelju ne nameće. Slušatelj umjesto toga može interpretirati glazbu kako želi. The Seven Letters from Tibet naopačke je okrenuo formulu u kojoj je Tangerine Dream bio zarobljen i samim time postao sjajno svjetlo na kraju pustog tunela 1990-ih."

## Zasluge
Tangerine Dream
- Edgar Froese – instrumenti, produkcija, naslovnica
- Jerome Froese – instrumenti, mastering